# Nicola Santoni
Nicola Santoni (Ravena, 18 de janeiro de 1979) é um ex-futebolista italiano que atuou como goleiro, com sua última passagem pelo Bari.
Começou sua carreira profissional no Chieti em 2000, em 2001 foi para o Cesena, em 2002 até 2006 no Palermo, em 2006 ele atuou no Brescia e no La Spezia time que ficou até 2008. No final da temporada foi para o Società Sportiva Calcio Bari e em 01/08/2009 deixou os gramados. Foi treinador de goleiros com passagem pelo Ravenna Calcio, porém, atualmente está sem clube desde 30/06/2011.  
| Nome                  | Nicola Santoni                         |
| --------------------- | -------------------------------------- |
| Títulos conquistados: | 2x campeão italiano da segunda divisão |
| Altura:               | 1,80m                                  |
| Data de nascimento:   | 18/01/1979 (43)                        |